# R. Ewan Fordyce

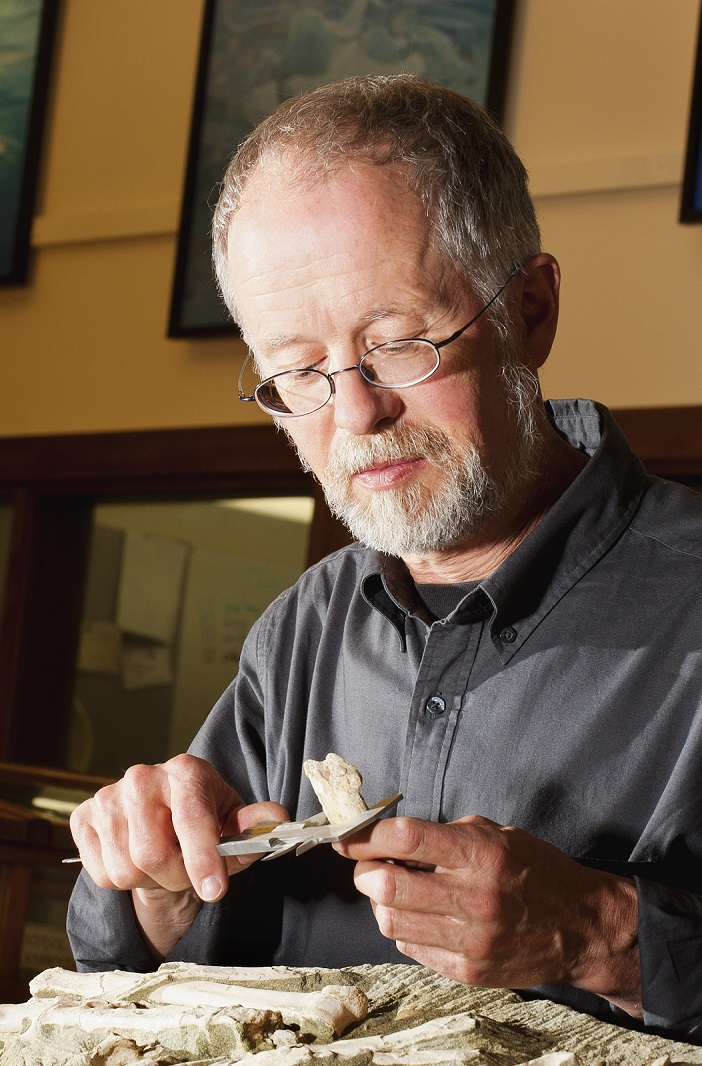
R. Ewan Fordyce (2012)

Robert Ewan Fordyce (* 14. Juli 1953 in Dunedin, Neuseeland; † 10. November 2023), meist als R. Ewan Fordyce oder manchmal als Ewan Fordyce zitiert, war ein neuseeländischer Paläontologe und Cetologe. Seine Forschungsschwerpunkte waren rezente und fossile Wale und Delfine. Weitere Interessen umfassten fossile Pinguine, die Paläobiologie der Wirbeltiere, die Paläontologie und Stratigraphie der Kreidezeit und des Känozoikums sowie die Paläozeanographie und das Paläoklima.

## Leben
In den 1960er Jahren trat Fordyce als Teenager dem Junior Club des Canterbury Museums bei, wo er Doktoranden unterstützte, die Fossilien analysieren mussten. Diese Treffen ermutigten ihn zu einer Karriere in der Paläontologie. 1975 schrieb er sich für ein Doktoratsstudium an der University of Canterbury ein, wo er 1978 er mit der Dissertation The morphology and systematics of New Zealand fossil cetacea unter der Leitung von Malcolm C. Crawley and David I. Mackinnon zum Ph.D. promoviert wurde. Von 1979 bis 1980 forschte er mit einem Postdoc-Stipendium am National Museum of Natural History der Smithsonian Institution in Washington, D.C. in den Vereinigten Staaten. Von September 1980 bis April 1982 hatte er ein Forschungsstipendium an der Abteilung für Geowissenschaften der Monash University in Melbourne, Australien, wo er eine umfassende Revision der fossilen Wale und Delfine Australiens durchführte. Im April 1982 wurde er außerordentlicher Professor an der Abteilung für Geologie der University of Otago. 2017 wirkte Fordyce in der Episode Herrscher der Wasserwelt der Dokureihe Neuseeland – Rivalen der Urzeit mit. 2021 trat er als Professor emeritus in den Ruhestand.

## Ehrungen und Dedikationsnamen
2012 erhielt Fordyce die Hutton Medal der Royal Society of New Zealand, wo er 2014 zum Fellow gewählt wurde. 2019 wurde er mit dem McKay Hammer der Geoscience Society of New Zealand und der Riversleigh Medal der Society of Vertebrate Paleontology ausgezeichnet. 2017 wurde er im Artepitheton der fossilen Delphinart Dilophodelphis fordycei geehrt. 2019 folgte der fossile Armfüßer Loboidothyris fordycei. 2023 wurde mit Kumimanu fordycei die größte und schwerste bekannte fossile Pinguinart nach ihm benannt.

## Erstbeschreibungen von R. Ewan Fordyce
- Waipatia maerewhenua, 1994
- Neoceti, 2001
- Australodelphis mirus, 2002
- Kaiwhekea katiki, 2002
- Simocetus rayi, 2002
- Megalampris keyesi, 2006
- Waimanu manneringi, 2006
- Waimanu tuatahi, 2006
- Kaiika maxwelli, 2011
- Aglyptorhynchus hakataramea, 2012
- Kairuku grebneffi, 2012
- Kairuku waitaki, 2012
- Papahu taitapu, 2014
- Otekaikea, 2014
- Fucaia buelli, 2015
- Otekaikea huata, 2015
- Waharoa ruwhenua, 2015
- Tokarahia kauaeroa, 2015
- Tohoraata raekohao, 2015
- Alexandronectes zealandiensis, 2016
- Awamokoa tokarahi, 2016
- Horopeta umarere, 2016
- Mammalodon hakataramea, 2016
- Matapanui waihao, 2016
- Whakakai waipata, 2016
- Urkudelphis chawpipacha, 2017
- Toipahautea waitaki, 2018
- Mesoplodon eueu, 2021
- Nihohae matakoi, 2023
- Plotornis archaeonautes, 2023
- Pakudyptes hakataramea, 2024

## Schriften
- Mark Carwardine,  Erich Hoyt, Peter Gill, R. Ewan Fordyce: A Guide to Whales, Dolphins & Porpoises. Fog City Press, San Francisco, Calif. 1998, ISBN 978-1-74089-660-3. (Deutsch: Wale, Delfine und Tümmler, 2001, ISBN 3-8290-5665-6)
- John Darby, R. Ewan Fordyce, Alan Francis Mark, Keith Probert, Colin R. Townsend, Otago Museum: The natural history of southern New Zealand. University of Otago Press, Dunedin, N.Z. 2003, ISBN 1-877133-51-5.
- mit J. G. Mead: The Therian Skull: A Lexicon with Emphasis on the Odontocetes. Smithsonian Contributions to Zoology, Nr. 627, 2009